# 拉辰山 (貝內迪克滕萬德山)

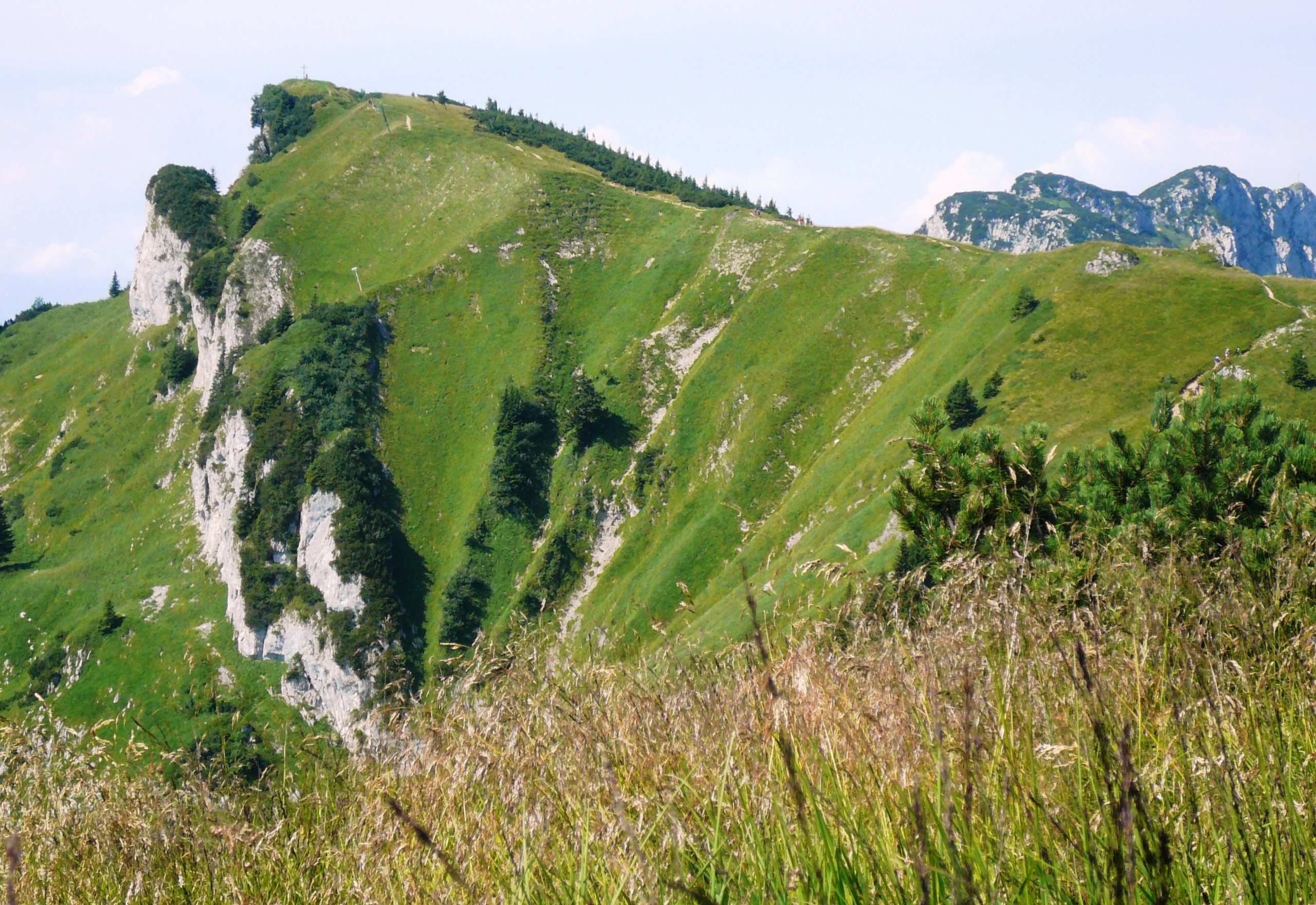

47°39′20″N 11°29′50″E / 47.65556°N 11.49722°E
拉辰山（德語：Latschenkopf），是德國的山峰，位於該國東南部，由巴伐利亞負責管轄，屬於巴伐利亞前阿爾卑斯山脈的一部分，處於布勞內克山和貝內迪克滕萬德山之間，海拔高度1,712米。